# Gare de Merrey
La gare de Merrey est une gare ferroviaire française située sur le territoire de la commune de Merrey, dans le département de la Haute-Marne en région Grand Est.

## Situation ferroviaire
Gare de bifurcation, elle est située au point kilométrique 30,371 de la ligne de Culmont-Chalindrey à Toul. Elle est également l'origine de la ligne de Merrey à Hymont - Mattaincourt. Son altitude est de 365 m.

## Histoire

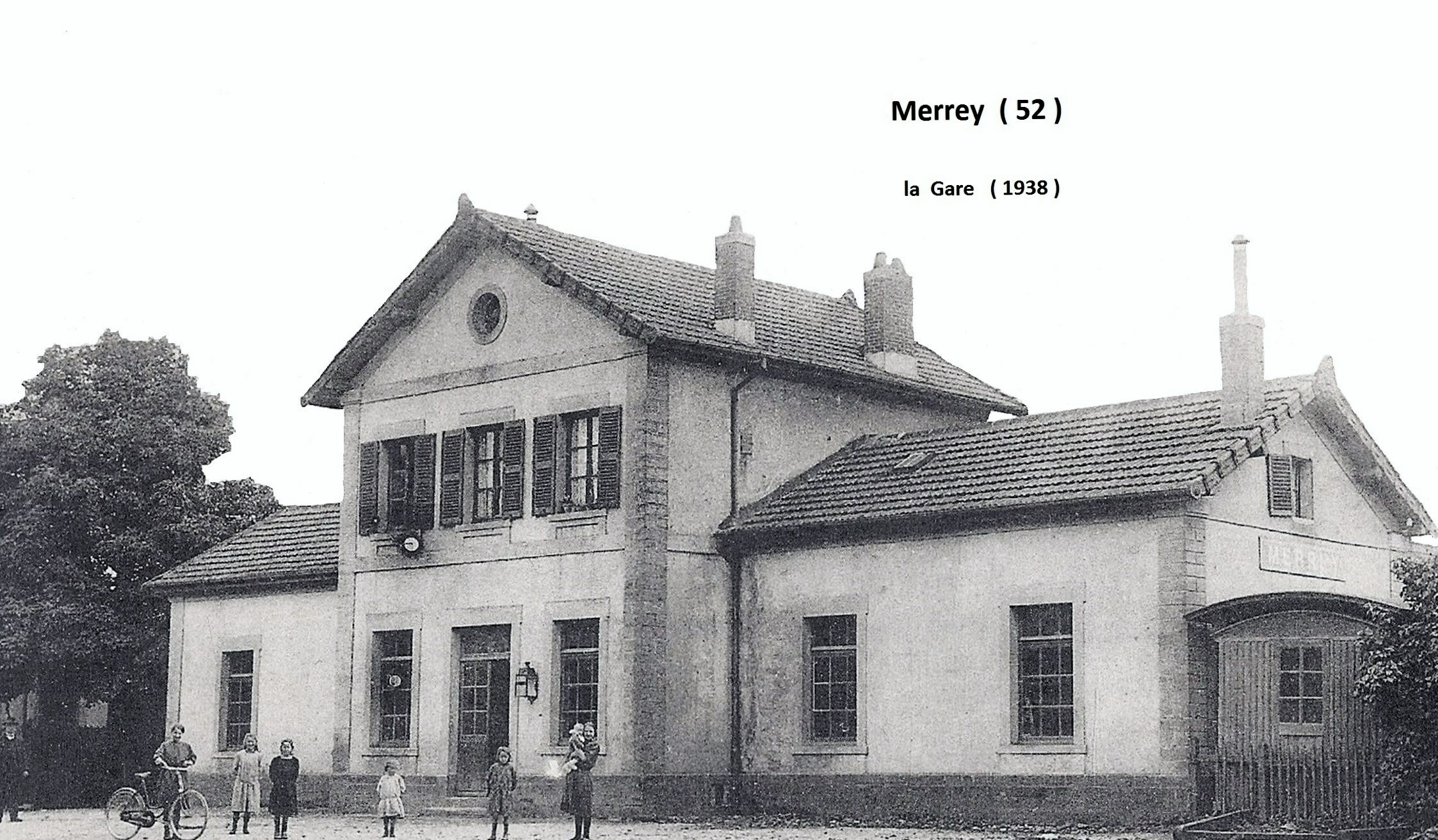
La gare, en 1938.

Le 25 août 1944, le train fantôme, qui déporte depuis Toulouse et Bordeaux vers le camp de Dachau des résistants français et des opposants politiques, principalement des Républicains espagnols, est obligé de ralentir à la gare de Merrey à la suite de sabotages d'un pont ferroviaire par la Résistance locale. 
Plus de 70 prisonniers en profiteront pour s'échapper du train, aidés ensuite par la population locale pour se cacher. Une plaque, apposée sur la gare en 2005, le rappelle,.
Lorsqu’en 1959, un mémorial a été inauguré à Ravensbrück (camp de concentration de Ravensbrück en Allemagne), des roses venues de toute l’Europe ont été commandées pour fleurir les lieux. En souvenir de cette initiative, des rosiers dits de la Résurrection sont plantés tout au long du parcours du sinistre train.

## Fréquentation
Selon les estimations de la SNCF, la fréquentation annuelle de la gare figure dans le tableau ci-dessous.
| Année               | 2016 | 2015 |
| ------------------- | ---- | ---- |
| Nombre de voyageurs | 172  | 251  |

## Service des voyageurs

### Desserte
Cette gare était desservie par les TER Grand Est de la relation Nancy - Mirecourt - Vittel - Merrey - Culmont-Chalindrey.

## Service des marchandises
Cette gare est ouverte au service du fret (train massif seulement).